# Theresa Tilly
Theresa Tilly (Detroit, Estados Unidos, 6 de noviembre de 1953) es una actriz estadounidense. 

## Carrera
Theresa Tilly comenzó a actuar en 1981 en el cortometraje Torro. Torro. Torro! junto a Bruce Campbell, en el mismo año actuó en The Evil Dead junto a Bruce Campbell, Ellen Sandweiss, Richard DeManincor y Betsy Baker, el film fue dirigido por Sam Raimi. Después de un tiempo sin actuar regresa en la película Debutante en 1998. En el 2007 actúa en la película Brutal massacre: A comedy junto a Ellen Sandweiss y Betsy Baker. En el 2009 actúa en la serie de televisión Dangerous women. En la película The Evil Dead aparece en los créditos como Sarah York.

## Filmografía

### Cine
- Brutal massacre: A comedy (2007) .... Mesera
- Debutante (1998) .... Madre de Nan
- The Evil Dead (1981) .... Shelly
- Torro. Torro. Torro! (1981)

### Telefilm
- Appearances (1990)

### Series de televisión
- Dangerous women .... Shelly (5 episodios, 2009)
- Six feet under .... Portavoz del centro comercial (Voz) (Episodio: Pilot, 2001)
- Family law .... Testigo (Episodio: Decisions, 1999)
- Ryan Caulfield: Year one .... Real agente inmobiliaria (Episodio: Pilot, 1999)
- Designing women .... Persona afortunada (Voz) (Episodio: New year´s daze, 1987)